# Anton Vetter

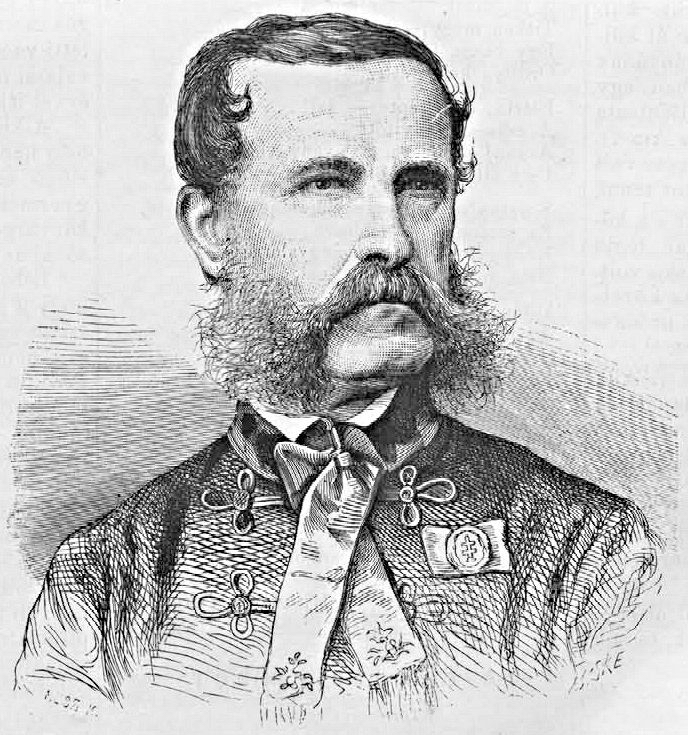
Anton Vetter, Edler von Doggenfeld (1803–1882) Feldmarschall-Lieutenant des Honved

Anton Vetter, Edler von Doggenfeld (auch: Antal Vetter, * 3. Juli 1803 in Venedig; † 27. Juli 1882 in Budapest) war Feldmarschall-Lieutenant des ungarischen Honved während der Ungarischen Revolution von 1848/49.

## Leben
Er war der Sohn eines k. k. Oberstlieutenants und kam am 11. April 1815 als Zögling in die Militärakademie zu Wiener Neustadt. Am 18. September 1823 kam er als Fähnrich in das Infanterieregiment Nr. 38 (Prohaska).
Im Jahr 1832 kam er mit der Beförderung zum Leutnant in das Infanterieregiment Nr. 27 als Lehrer zur Kadettenkompanie nach Graz. Dort unterrichtete er neun Jahre lang in Mathematik, Feldmeßkunst, Feldbefestigung, Waffenlehre und Exerzierreglement. Während dieser Zeit wurde er 1835 außer der Reihe zum Oberleutnant des Infanterieregiment Nr. 19 (Prinz von Hessen-Homburg) und nochmal 1839 außer der Reihe zum Kapitänlieutenant im Infanterieregiment Nr. 37 (Baron Mariassy) ernannt. Im Infanterieregiment Nr. 37 wurde er 1841 Hauptmann, 1846 wiederum außer der Reihe Major und 1848 Oberstleutnant.
Er war beauftragt mit der Ausbildung eines Lehrbataillons, welches im Jahr 1843 aus Anlass des Erscheinens eines neuen Exerzierreglements für die Infanterie auf Befehl des kommandierenden Generals in Niederösterreich Erzherzog Albrecht in Wien zusammengestellt wurde. Als Major erhielt er das Kommando über ein in Großwardein stationiertes Bataillon und nach seiner Beförderung zum Oberstleutnant sollte er das 1. Bataillon übernehmen.

### Ungarische Revolution 1848/1849
Infolge der März-Revolution im Jahr 1848 im Kaiserreich Österreich kam es auch in Ungarn zu einem Aufstand. Am 1. Juni 1848 ordnete das ungarische Ministerium die Vereidigung an, dass im Lande befindlichen österreichischen Truppen auf die ungarische Verfassung eingeschworen werden sollte, auch Vetter hatte diesen Schwur geleistet. Durch eine umsichtige Führung und persönliche Tapferkeit konnte er rasch vorankommen.
Mit dem Säbel in der Faust erstürmte er an der Spitze seines Bataillons die Orte Jankovaz und Tommassovacz und am 2. September bemächtigte er sich als Kommandant der Infanterie des Feldlagers  von Perlasz. Am 21. September wurde er zum Obersten und zum Kommandanten des Banaterkorps, am 14. November zum Generalmajor und zum Chef des Generalstabes ernannt, den er bald reorganisierte. Mitte Dezember ging er nach Arad, um die Belagerung zu unterstützen. Als der amtierende Kriegsminister Mészáros gegen den aus Galizien österreichischen Feldmarschall-Lieutenant Graf Schlick ins Feld zog, wurde Vetter zu dessen Vertreter ernannt. Aber als Feldmarschall-Lieutenant Windisch-Grätz gegen Ofen vorrückte, wurde am 31. Dezember der Regierungssitz von Budapest nach Debreczin verlegt. Vetter blieb zur Ausübung der obersten Militär- und Zivilgewalt zunächst zurück. Anschließend konnte er sich ruhig und geordnet zurückziehen und wurde dabei von seinem damaligen Generalstabsmajor Klapka unterstützt. Hinter der Theiß vereinigten sich die Truppen. Am 4. Januar 1849 verließ er Budapest, ging ebenfalls nach Debreczin und widmete sich seiner Aufgabe als Chef des Generalstabes. Mészáros hatte inzwischen wieder die Leitung des Kriegsministerium übernommen.
Am 10. März wurde er Oberkommandeur der gesamten ungarischen Streitkräfte, mit Ausnahme der unter Bem in Siebenbürgen stehenden Truppen. Nach der Niederlage von Dembinski, erhielt er auch diese und wurde vom Parlament zum Feldmarschall-Lieutenant ernannt. Vetter entwarf nun einen Feldzugsplan, erkrankte dann aber schwer an einem Gallenfieber, weshalb der General Görgey den Feldzug durchführte. Nach seiner Genesung behielt Görgey seine Stellung und Vetter wurde im Juni Kommandeur der Südarmee, wo er den General Perczel ersetzte. Er beschloss, die Festung Peterwardein zu entsetzen und gegen Titel vorzugehen. Am 14. Juli schlug er den General Joseph Jelačić in der Schlacht bei Hegyes und eröffnete so den Weg nach Peterwardein. Danach verließ ihn das Glück, am 23. und 24. Juli wurden die Angriffe bei Perlász, Mosorin und Vilava zurückgeschlagen. Auch an den übrigen Fronten lief es nicht gut und er musste sich nach Szegedin zurückziehen. Am 13. August kapitulierten die Aufständischen bei Vilagos. Vetter befand sich zu dieser Zeit in Kadna und wollte nicht in österreichische Hände fallen. Er tauchte bis zum Mai 1850 im Land unter. Er floh dann nach Deutschland über Hamburg, nach Paris und dann nach London. In London kehrte er zu seinem Beruf als Lehrer zurück und unterrichtete an einer militärischen Privatlehranstalt.

### Nachkriegsjahre
Mit dem Ausbruch der Revolution in Italien im Jahr 1859 ging er dorthin. Er beteiligte sich an der Organisation der Ungarischen Legion in Italien und war ihr Kommandant. Später lebte er in der Schweiz bis zu einer Amnestie für die ungarischen Rebellen im Jahr 1867. Er arbeitete nach seiner Rückkehr nach Ungarn im Landesverteidigungsministerium und wurde 1869 mit einer Pension als k. k. Oberstleutnant pensioniert. Er starb am 27. Juli 1882 in Budapest. Er hinterließ seine Memoiren in deutscher Sprache.
Er heiratete 1834 Theresia von Resingen (Resnik) (1802–1890). Das Paar hatte zwei Töchter:
- Eugenie (* 13. Oktober 1835; † 23. Januar 1908)[7]
- Theresia (* 1. April 1837; † nach 1908)[8]